# Rudawka (Sokółka)
Pour les articles homonymes, voir Rudawka.
Rudawka est une localité polonaise de la voïvodie de Podlachie et du powiat de Sokółka.